# Miantochora venerata
Miantochora venerata är en fjärilsart som beskrevs av Paul Mabille 1878. Miantochora venerata ingår i släktet Miantochora och familjen mätare. Inga underarter finns listade i Catalogue of Life.